# Ben Greenwood
Pour les articles homonymes, voir Greenwood.
Ben Greenwood, né le 30 juillet 1984 à Nether Kellet dans le Lancashire en Angleterre, est un coureur cycliste et entraineur britannique.

## Biographie
En 2013, il met un terme à sa carrière de coureur. Il devient entraîneur et  gravit les échelons dans la Fédération britannique. Entre 2018 et 2021, il est entraîneur des coureurs d'endurance au sein de la « Team Academy », composée de coureurs de moins de 23 ans avec un fort potentiel. Il a notamment entrainé Matthew Walls, Ethan Hayter et Ethan Vernon.
Le 9 mars 2022, il est nommé entraîneur en chef pour l'endurance masculine au sein de la Fédération britannique, avec comme objectif les Jeux de 2024 et 2028.

## Palmarès
- 2004
  - 3e du championnat de Grande-Bretagne du contre-la-montre espoirs
  - 3e du championnat de Grande-Bretagne sur route espoirs
- 2005
  -  Champion de Grande-Bretagne de la montagne
  -  Champion de Grande-Bretagne sur route espoirs
  -  Champion de Grande-Bretagne du contre-la-montre espoirs
- 2006
  - Tour of the Reservoir
  - 2e du Ryedale Grand Prix
- 2012
  - Mémorial Billy Warnock

## Classements mondiaux
| Année           | 2006 | 2007 | 2008 | 2009 | 2010 | 2011 | 2012 | 2013  |
| --------------- | ---- | ---- | ---- | ---- | ---- | ---- | ---- | ----- |
| UCI Europe Tour | 829e |      | 704e |      |      |      |      | 1152e |